# Shannon Tweed
Shannon Lee Tweed (sinh 10/03/1957) là một người mẫu và diễn viên khiêu dâm người Canada.

## Danh mục phim chọn lọc

### Điện ảnh
- Of Unknown Origin (1983)
- Hot Dog…The Movie (1984)
- The Surrogate (1984)
- Meatballs III: Summer Job (1986)
- Steele Justice (1987)
- Cannibal Women in the Avocado Jungle of Death (1988)
- Last Call (1991)
- In the Cold of the Night (1991)
- The Naked Truth (1992)
- Night Eyes 2 (1992)
- Sexual Response (1992)
- Cold Sweat (1993)
- Night Eyes 3 (1993)
- Indecent Behavior (1993)
- No Contest (1994)
- Possessed by the Night (1994)
- A Woman Scorned (1994)
- Hard Vice (1994)
- Night Fire (1994)
- Indecent Behavior 2 (1994)
- The Dark Dancer (1995)
- Victim of Desire (1995)
- Illicit Dreams (1995)
- Body Chemistry 4: Full Exposure (1995)
- Indecent Behavior 3 (1995)
- Stormy Nights (1996)
- Electra (1996)
- White Cargo (1996)
- Human Desires (1997) as Alicia Royale
- Shadow Warriors: Assault on Devil's Island (1997)
- Bimbo Bash Movie (1997)
- Dead by Dawn (film)|Dead by Dawn (1998)
- Forbidden Sins (1998)
- Naked Lies (1998)
- No Contest II (1998)
- Powerplay (1999)
- Detroit Rock City (1999)
- The Rowdy Girls (2000)
- Dead Sexy (2001)

### Truyền hình
- The Hitchhiker (Season 2, Episode 6, entitled "Videodate," 1984)
- Days of our Lives (as Savannah Wilder – 142 episodes, 1985–1986)
- 21 Jump Street (Episode "You Oughta Be in Prison", 1987)
- Dear John (1989)
- Baywatch (Episode "If Looks Could Kill", 1991)
- Married… with Children (Episode "The Two That Got Away", 1995)
- Frasier (episodes "You Scratch My Book...", 1995; and "Don Juan in Hell: Part 2", 2001)
- Murder, She Wrote (Episode "Twice Dead", 1995)
- Wings (Episode "Oedipus Wrecks", 1997)
- The Parkers (Episodes "Out with the Old, in with the New", 2003; "Mother's Day Blues", 2001; and "Moving on Out", 2000)
- Gene Simmons Family Jewels (All Episodes, 2006–2012)
- SpongeBob SquarePants (Episode "20,000 Patties Under The Sea", 2007)
- United States of Tara (Episode "Dept. of F'd Up Family Services", 2010)
- Republic of Doyle (Season 3,"Head Over Heals", 2012)